# Стежару (комуна, Телеорман)
Стежару (рум. Stejaru) — комуна у повіті Телеорман в Румунії. До складу комуни входять такі села (дані про населення за 2002 рік):
- Браткову (199 осіб)
- Гресія (141 особа)
- Сочету (1024 особи)
- Стежару (954 особи) — адміністративний центр комуни

Комуна розташована на відстані 100 км на захід від Бухареста, 43 км на північний захід від Александрії, 86 км на схід від Крайови.

## Населення
За даними перепису населення 2002 року у комуні проживали 2318 осіб.
Національний склад населення комуни:
| Національність | Кількість осіб | Відсоток |
| -------------- | -------------- | -------- |
| румуни         | 2314           | 99,8%    |
| цигани         | 3              | 0,1%     |
| німці          | 1              | < 0,1%   |

Рідною мовою назвали:
| Мова      | Кількість осіб | Відсоток |
| --------- | -------------- | -------- |
| румунська | 2317           | > 99,9%  |
| німецька  | 1              | < 0,1%   |

Склад населення комуни за віросповіданням:
| Релігія        | Кількість осіб | Відсоток |
| -------------- | -------------- | -------- |
| православні    | 2282           | 98,4%    |
| лютерани       | 15             | 0,6%     |
| бретрени       | 13             | 0,6%     |
| адвентисти     | 4              | 0,2%     |
| реформати      | 1              | < 0,1%   |
| греко-католики | 1              | < 0,1%   |

## Зовнішні посилання
- Дані про комуну Стежару на сайті Ghidul Primăriilor